# Jack Gerber

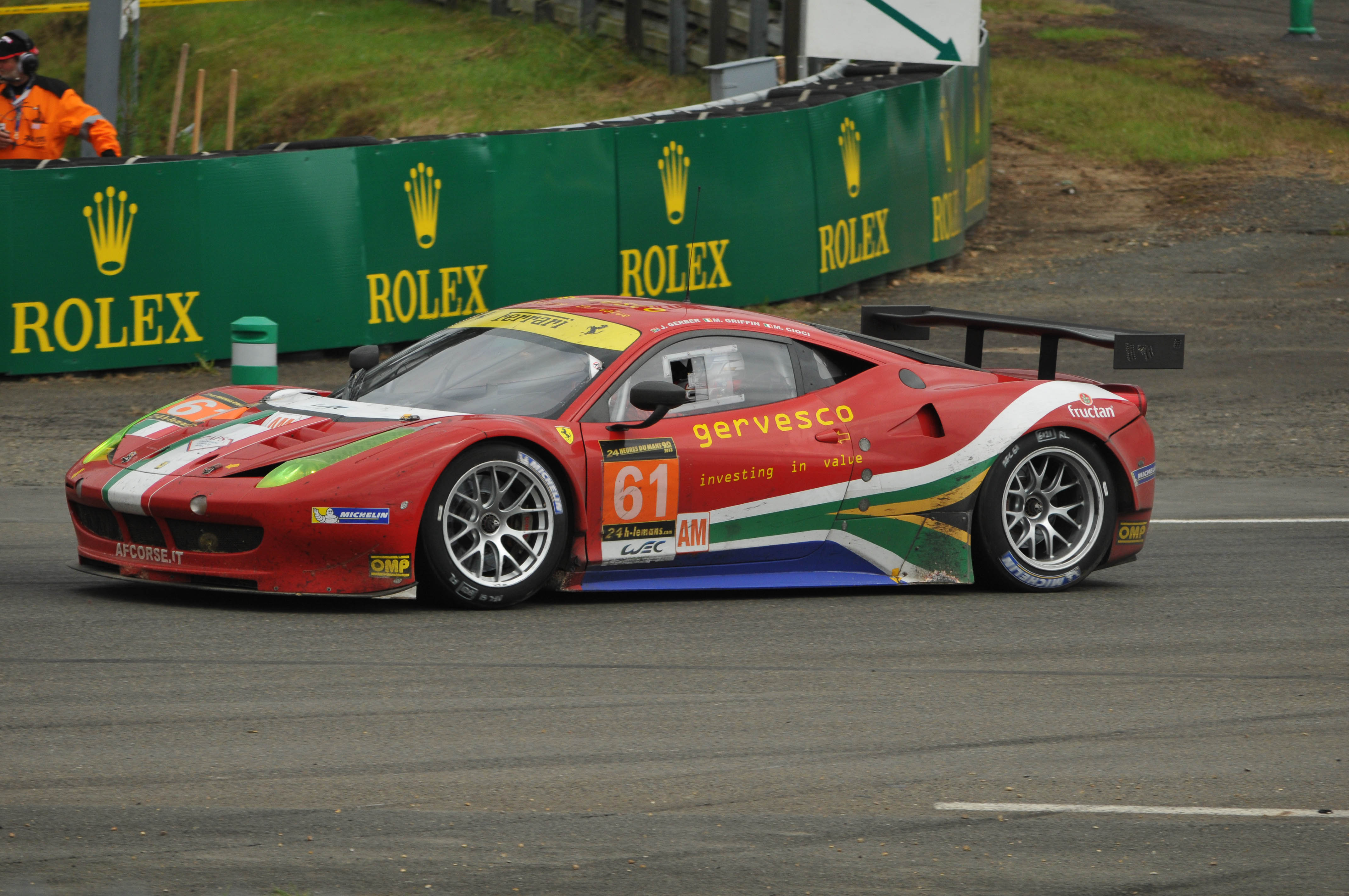
Der Ferrari 458 Italia GT2 von Marco Cioci, Matt Griffin und Jack Gerber beim 24-Stunden-Rennen von Le Mans 2013

Jack Raymond Gerber (* 4. März 1945 in Cape Town) ist ein ehemaliger südafrikanischer Autorennfahrer und Unternehmer.

## Unternehmer
Jack Gerber ist Anteilseigentümer und Mitglied der Geschäftsführung bei Macsteel South Africa, einem der größten südafrikanischen Stahlhändler.

## Karriere im Motorsport
Jack Gerber war bei seinem Le-Mans-Start der älteste Debütant in der langen Geschichte des 24-Stunden-Rennes von Le Mans, das 1923 zum ersten Mal ausgetragen wurde. Als Gerber 2013 im von AF Corse gemeldeten Ferrari 458 Italia GT2, als Partner von Marco Cioci und Matt Griffin ins Rennen ging, war er 68 Jahre und 110 Tage alt. 2020 wurde er von seinem Landsmann Dominique Bastien abgelöst, der bei seinem Le-Mans-Debüt 74 Jahre und 290 Tage alt war.
Gerber, der seine ersten Rennerfahrungen in Ferrari-Rennserien in seinem Heintland machte, kam 2010 nach Europa um für AF Corse in der International GT Open an den Start zu gehen. 2013 wechselte er mit dem Team in die GT-Amateur-Klasse der FIA-Langstrecken-Weltmeisterschaft. Das Rennen in Le Mans beendete als 27. der Gesamtwertung. Ein Ergebnis, das in als dritten der GT-Am-Klasse, ein Platz am Podium der ersten Drei dieser Klasse einbrachte.
Bis 2015 bestritt Gerber weiterhin internationale GT-Rennen und ging dabei 2014 auch beim 24-Stunden-Rennen von Daytona und dem 12-Stunden-Rennen von Sebring an den Start.

## Statistik

### Le-Mans-Ergebnisse
| Jahr | Team     | Fahrzeug               | Teamkollege | Teamkollege  | Platzierung | Ausfallgrund |
| ---- | -------- | ---------------------- | ----------- | ------------ | ----------- | ------------ |
| 2013 | AF Corse | Ferrari 458 Italia GT2 | Marco Cioci | Matt Griffin | Rang 27     |              |

### Sebring-Ergebnisse
| Jahr | Team           | Fahrzeug               | Teamkollege  | Teamkollege    | Teamkollege | Platzierung | Ausfallgrund |
| ---- | -------------- | ---------------------- | ------------ | -------------- | ----------- | ----------- | ------------ |
| 2014 | Spirit of Race | Ferrari 458 Italia GT3 | Matt Griffin | Michele Rugolo | Marco Cioci | Rang 39     |              |

### Einzelergebnisse in der FIA-Langstrecken-Weltmeisterschaft
| Saison | Team     | Rennwagen              | 1   | 2   | 3   | 4   | 5   | 6   | 7   | 8   |
| ------ | -------- | ---------------------- | --- | --- | --- | --- | --- | --- | --- | --- |
| 2013   | AF Corse | Ferrari 458 Italia GT2 | SIL | SPA | LEM | SAO | AUS | FUJ | SHA | BAH |
| 2013   | AF Corse | Ferrari 458 Italia GT2 | 28  | 31  | 27  | DNF | 23  | 25  | 23  |     |